# Adam's Apple
Cet article concerne l'album de Wayne Shorter. Pour le film d'Anders Thomas Jensen, voir Adam's Apples.
Albums de Wayne Shorter
The All Seeing Eye
(1965) Schizophrenia
(1967)
Adam's Apple est un album du saxophoniste de jazz Wayne Shorter sorti en 1966 sur le label Blue Note.

## Liste des pistes
| No | Titre                                    | Musique        | Durée |
| -- | ---------------------------------------- | -------------- | ----- |
| 1. | Adam's Apple                             | Wayne Shorter  | 6:49  |
| 2. | 502 Blues (Drinkin' and Drivin')         | Jimmy Rowles   | 6:34  |
| 3. | El Gaucho                                | Wayne Shorter  | 6:30  |
| 4. | Footprints                               | Wayne Shorter  | 7:29  |
| 5. | Teru                                     | Wayne Shorter  | 6:12  |
| 6. | Chief Crazy Horse                        | Wayne Shorter  | 7:34  |
| 7. | The Collector (Prise alternative, bonus) | Herbie Hancock | 6:54  |

## Personnel
- Wayne Shorter - saxophone tenor
- Herbie Hancock - piano
- Reggie Workman - contrebasse
- Joe Chambers -  batterie